# Ембрихо III фон Щайн
Ембрихо III фон Щайн (на немски: Embricho III. Rheingraf vom Stein; † сл. 1241) е Рейнграф на Щайн. Резиденцията на графовете фон Щайн е замък „Рейнграфенщайн-Щайн“ на река Нае в град Кройцнах.

## Произход
Той е син на кръстоносеца (1189 – 1191 в Трети кръстоносен поход) Рейнграф Волфрам III (V) фон Щайн († 1220) и съпругата му Гуда фон Боланден († 1219), дъщеря на Филип II фон Боланден († сл. 1187) и Хилдегард фон Хагенхаузен, дъщеря на Герхард I фон Хагенхаузен († сл. 1178). Внук е на Зигфрид фом Щайн, фогт на „Св. Петер“ в Кройцнах († сл. 1198), министър на архиепископ Кристиан фон Майнц, и съпругата му Лукардис фон Рейнграф († 1194), дъщеря на Рейнграф Ембрихо I († сл. 1155). Брат е на Зигфрид фон Щайн († 1246), епископ на Регенсбург (1227 – 1246), Волфрам фон Рейнграф, каноник, провост в „Св. Петер“ в Кройцнах († сл. 1213), и на Вернер I фон Рейнграф († сл. 1233).

## Фамилия
Ембрихо III фон Щайн се жени за графиня Аделхайд фон Цигенхайн-Нида († сл. 1232), дъщеря на граф Лудвиг I фон Цигенхайн-Нида († 1229) и Гертдуд. Те имат децата:
- Ембрихо фом Щайн († сл. 1253), провост на Св. Петер в Кройцнах
- Зигфрид I фон Райнберг († 13 септември 1305/4 март 1306), женен за Агнес фон Щайнкаленфелс/ Щайн/Оберщайн († сл. 1287), дъщеря на Вилхелм де Лапиде († сл. 1261)
- Вернер II (IV) Рейнграф фон Щайн († 1268/1270), женен за Елизабет фон Алцай († сл. 1262), дъщеря на Вернер, Трушсес фон Алцай; родители на Зигфрид II фон Рейнграф († 1327), Рейнграф на Щайн, 1327 г. бургграф фон Бьокелхайм в Наегау, от 1318 г. вицедом в долен Рейнгау.
- Гуда фон Щайн († сл. 1250), монахиня в Рупертсберг